# Klaus Stephan
Klaus Stephan (* 27. Oktober 1927 in Treptow (Rega); † 15. April 2002) war ein deutscher Fernsehjournalist, Moderator und Autor.

## Leben
Von 1947 bis 1951 studierte Stephan an der Ludwig-Maximilians-Universität München deutsche Literatur, Anglistik, Zeitungs- sowie Theaterwissenschaft.
Seine journalistische Karriere war über mehrere Jahrzehnte mit dem Bayerischen Rundfunk verknüpft, zunächst als freier Mitarbeiter von 1950 bis 1955, dann als Auslandsredakteur. In den 1960er-Jahren war er Afrika-Korrespondent der ARD. Er berichtete unter anderem aus Äthiopien, Nigeria und Südafrika. 1969 dokumentierte er gemeinsam mit seiner Frau Nina eine „Suche nach der Felskunst der Namibwüste“ im Rahmen einer Expedition in das Brandbergmassiv; ihr Sohn wirkte als Zeichner mit.
Von 1970 bis 1976 moderierte er das Fernsehmagazin Report München. 1978 war Stephan der erste Chefredakteur und erster Moderator der neu gegründeten Tagesthemen. 1982 wurde er leitender Südosteuropa-Korrespondent der ARD. 1984 verließ er die ARD und wurde Programmleiter beim Hoffmann-und-Campe-Verlag in Hamburg. Zuletzt moderierte er von 1996 bis zu seinem Tod im Bayern2Radio die Sendung Stephans Platz.
Stephan war knapp 10 Jahre lang CSU-Mitglied. Er trat 1981 aus Empörung über einen Artikel des Bayernkuriers aus, der den deutschen Radio- und Fernsehsendern „jahrelange Manipulation“ vorwarf.
Stephan ist außerdem Autor mehrerer Romane und Sachbücher zu den Themen Zeitgeschichte und Afrika.

## Bücher
- So wahr mir Gott helfe. Roman. Desch, München, 1958.[4]
- Nigeria, Reise gegen die Zeit. Prestel, München, 1961.
- Ein feiner Patriot. Roman. Goldmann, München, 1976, ISBN 3-570-00163-6.[5]
- Führer, befiehl. Roman. München: Goldmann 1976, ISBN 3-442-03434-5.
- Südafrika – Weg in die Tragödie. Goldmann, München, 1977, ISBN 3-442-30320-6.
- Gelernte Demokraten: Helmut Schmidt und Franz Josef Strauß. Rowohlt, Hamburg, 1988, ISBN 3-498-06227-1.[6]

## Filme
- Taiwo Shango: Der zweite Tag nach dem Tod. 1965.